# Away from the Sun
Away from the Sun è il secondo album del gruppo statunitense dei 3 Doors Down, pubblicato nel 2002 dalla Universal Records. I singoli estratti da questo album sono: When I'm Gone, The Road I'm On, Here Without You, e Away from the Sun. Tutti i singoli hanno raggiunto la prima posizione in diverse classifiche di Billboard, eccetto The Road I'm On che si è classificata alla posizione numero 8. Anche l'album si è posizionato al numero 8 delle classifiche di Billboard. La RIAA ha certificato l'album disco d'oro e triplo platino. Il disco contiene la traccia fantasma This Time, che inizia con 30 secondi di silenzio dopo l'ultimo pezzo. La versione inglese dell'album contiene le bonus track Pop Song e Kryptonite, indicate come tracce 12 e 13 rispettivamente, e This Time come traccia 14.

## Tracce
1. When I'm Gone (Arnold, Harrell, Henderson, Roberts) -  4:21
2. Away from the Sun (Arnold, Harrell, Henderson, Roberts) - 3:53
3. The Road I'm On (Arnold, Harrell, Henderson, Roberts) - 3:59
4. Ticket to Heaven (Arnold, Harrell, Henderson, Roberts) - 3:27
5. Running Out of Days (Arnold, Harrell, Henderson, Roberts) - 3:31
6. Here without you (Arnold, Harrell, Henderson, Roberts) - 3:58
7. I Feel You (Arnold, Harrell, Henderson, Roberts) -	4:07
8. Dangerous Game (Arnold, Harrell, Roberts) - 3:36
9. Changes (Arnold, Harrell, Henderson, Roberts) - 3:56
10. Going Down in Flames (Arnold, Harrell, Henderson, Roberts) - 3:28
11. Sarah Yellin' (Arnold, Harrell, Roberts) - 3:17
12. This Time - 5:18

## Formazione

### Gruppo
- Brad Arnold - voce
- Matt Roberts - chitarra
- Chris Henderson - chitarra
- Todd Harrell - basso
- Richard Liles - batteria

### Altri musicisti
- Alex Lifeston - chitarra (Dangerous Game)
- Josh Freese - batteria (Away From The Sun)